# Alpine Skiweltmeisterschaften 2025/Teilnehmer
An den 48. Alpinen Skiweltmeisterschaften 2025 in Saalbach-Hinterglemm nehmen unter anderem folgende Athleten teil.

## Athleten nach Ländern

### Albanien(ALB)
| Herren - Denni Xhepa | Damen - Lara Colturi |

### Andorra(AND)
| Herren - Xavier Cornella Guitart - Bartumeu Gabriel Gutierrez - Alex Rius Gimenez - Joan Verdú Sánchez | Damen - Jordina Caminal Santure - Carla Mijares Ruf - Cande Moreno |

### Australien(AUS)
| Herren - Henry Heaydon - Connor Leggett - Hugh McAdam - Louis Muhlen-Schulte | Damen - Phoebe Heaydon - Sophie Mahon - Greta Small |

### Argentinien(ARG)
| Herren - Sebastiano Gastaldi - Tiziano Gravier - Milan Grebenar - Nicolás Quintero - Delfin van Ditmar | Damen - Francesca Baruzzi Farriol - Nicole Begue - Sofia Bogni Barry |

### Armenien(ARM)
| Herren - Harutjun Harutjunjan - Gleb Mossessow |

### Belgien(BEL)
| Herren - Ioannis Bouas - Nicolas Hotermans - Sam Maes - Armand Marchant | Damen - Axelle Mollin - Kim Vanreusel |

### Bosnien und Herzegowina(BIH)
| Herren - Milivoje Mačar - Marko Šljivić - Dino Terzić - Tarik Zuhric | Damen - Esma Alić - Nikolina Dragoljević - Elvedina Muzaferija - Ina Likić |

### Brasilien(BRA)
| Herren - Christoph Brandtner - Giovanni Ongaro - Lucas Pinheiro Braathen |

### Bulgarien(BUL)
| Herren - Albert Popow - Konstantin Stoilow - Kalin Slatkow | Damen - Anina Zurbriggen |

### Chile(CHI)
| Herren - Santiago Higueras - Manuel Horwitz - Henrik von Appen | Damen - Matilde Schwencke |

### Chinesisch Taipeh(TPE)
| Herren - Troy Chang - Ho Ping-jui - Tsai Yueh-sheng | Damen - Lee Wen-yi |

### Dänemark(DEN)
| Herren - Christian Borgnaes - Casper Dyrbye Næsted - Christian Skov Jensen | Damen - Nuunu Chemnitz Berthelsen - Clara-Marie Holmer Vorre |

### Deutschland(GER)
| Herren - Romed Baumann - Anton Grammel - Fabian Gratz - Simon Jocher - Jonas Stockinger - Linus Straßer - Luis Vogt | Damen - Emma Aicher - Fabiana Dorigo - Lena Dürr - Jessica Hilzinger - Kira Weidle-Winkelmann |

### Estland(EST)
| Herren - Tormis Laine - Juhan Luik |

### Finnland(FIN)
| Herren - Eduard Hallberg - Elian Lehto - Jesper Pohjolainen - Jaakko Tapanainen | Damen - Erika Pykäläinen |

### Frankreich(FRA)
| Herren - Nils Allègre - Nils Alphand - Steven Amiez - Léo Anguenot - Matthieu Bailet - Thibaut Favrot - Florian Loriot - Victor Muffat-Jeandet - Maxence Muzaton - Clément Noël - Paco Rassat - Adrien Théaux | Damen - Clarisse Brèche - Camille Cerutti - Marion Chevrier - Karen Clément - Clara Direz - Laura Gauché - Caitlin McFarlane - Romane Miradoli - Marie Lamure - Chiara Pogneaux |

### Georgien(GEO)
| Herren - Luka Butschukuri - Nodar Kosanaschwili - Lewani Nasghaidse | Damen - Nino Ziklauri |

### Griechenland(GRE)
| Herren - Ioannis Antoniou - Dimitrios Asvestas - Christos Marmarellis - Ioannis Sklatiniotis | Damen - Evridiki Dimitrof - Eirini Filippidi - Melina Gounaris - Maria Nikoleta Kaltsogianni - Maria-Eleni Tsiovolou |

### Haiti(HAI)
| Herren - Mackenson Florindo - Jean-Pierre Roy - Richardson Viano | Damen - Céline Marti |

### Hongkong(HKG)
| Herren - Isaac Lee | Damen - Eloise Yung Shih King |

### Indien(IND)
| Herren - Baqir Hussain - Alwyn Kanwar - Arif Khan - Mayank Panwar | Damen - Sandhya Sandhya - Aanchal Thakur - Tanuja Thakur |

### Iran(IRI)
| Herren - Amirali Alizadehsaveh - Seyed Morteza Jafari - Porya Saveh Shemshaki - Mohammad Savehshemshaki | Damen - Sarina Ahmadpour - Zahra Alizadeh Saveh - Atena Kiashemshaki - Sadaf Savehshemshaki - Mahsa Yarkhah |

### Irland(IRL)
| Herren - Ethan Bouchard - Cormac Comerford |

### Island(ISL)
| Herren - Gauti Guðmundsson - Tobias Hansen - Jon Erik Sigurdsson - Sturla Snær Snorrason | Damen - Hólmfríður Dóra Friðgeirsdóttir |

### Israel(ISR)
| Herren - Barnabás Szőllős - Benjamin Szőllős | Damen - Noa Szőllős |

### Italien(ITA)
| Herren - Guglielmo Bosca - Mattia Casse - Luca De Aliprandini - Filippo Della Vite - Giovanni Franzoni - Stefano Gross - Christof Innerhofer - Tobias Kastlunger - Dominik Paris - Florian Schieder - Alex Vinatzer | Damen - Marta Bassino - Federica Brignone - Giorgia Collomb - Elena Curtoni - Nicol Delago - Lara Della Mea - Sofia Goggia - Martina Peterlini - Laura Pirovano - Marta Rossetti |

### Japan(JPN)
| Herren - Seigo Katō - Hayata Wakatsuki | Damen - Asa Andō - Chisaki Maeda - Eren Watanabe |

### Jordanien(JOR)
| Herren - Sharif Zawaideh |

### Kanada(CAN)
| Herren - Cameron Alexander - James Crawford - Erik Read - Jeffrey Read - Brodie Seger - Riley Seger | Damen - Cassidy Gray - Valérie Grenier - Ali Nullmeyer - Britt Richardson - Amelia Smart - Laurence St-Germain |

### Kenia(KEN)
|  | Damen - Sabrina Simader |

### Kirgisistan(KGZ)
| Herren - Roman Nartschuganow - Timur Schakirow | Damen - Albina Iwanowa - Olga Paljutkina |

### Kolumbien(COL)
| Herren - Steve Melendez Huertas |

### Kosovo(KOS)
| Herren - Drin Kokaj - Arbi Pupovci - Klos Vokshi | Damen - Lirika Deva - Kiana Kryeziu - Arba Pupovci |

### Kroatien(CRO)
| Männer - Roko Begović - Samuel Kolega - Tvrtko Ljutić - Istok Rodeš - William Petanjko - Matej Vidović - Filip Zubčić | Damen - Dora Ljutić - Zrinka Ljutić |

### Kuwait(KUW)
| Herren - Faris Al-Obaid - Jassim Hasan |

### Lettland(LAT)
| Herren - Gustavs Harijs Ābele - Miks Mazais - Elvis Opmanis - Lauris Opmanis - Nils Neo Trapāns - Kārlis Valinks | Frauen - Annija Biezā - Liene Bondare - Letīcija Matisone - Elizabete Reinharde |

### Libanon(LBN)
| Herren - Etienne Alnajjar - Alexandre El Hayek - Jason Khalil - Riad Tawk | Damen - Manon Chad - Christa Rahme - Kiana Sakkal - Sarah Stephan |

### Liechtenstein(LIE)
| Herren - Nico Gauer - Marco Pfiffner | Damen - Charlotte Lingg |

### Litauen(LTU)
| Herren - Andrej Drukarov - Povilas Lenkutis - Luca Poberai - Gintaras Stumpf | Frauen - Liepa Karlonaitė - Gabija Šinkūnaitė |

### Luxemburg(LUX)
| Herren - Joachim Keghian - Nikolaj Lindfors - Matthieu Osch | Damen - Gwyneth ten Raa - Joyce ten Raa |

### Madagaskar(MAD)
| Herren - Théo Montaigne - Mathieu Neumuller | Damen - Mialitiana Clerc |

### Marokko(MAR)
| Herren - Yassine Aouchi - Idris Janaik |

### Malaysia(MAS)
|  | Damen - Aruwin Salehhuddin |

### Mexiko(MEX)
| Herren - Alessandro Cantele Fink - Hubertus von Hohenlohe | Damen - Sarah Schleper de Gaxiola |

### Mongolei(MGL)
| Herren - Altandsulyn Ariunbat - Erdenetschuluun Temüülen |

### Montenegro(MNE)
| Herren - Petar Kasom - Bojan Kosić - Branislav Peković |

### Niederlande(NED)
| Herren - Jurre Jeurissen - Aleix Linse | Damen - Noa Blok - Kiara Derks - Noa Rabou |

### Nepal(NEP)
| Herren - Saphal Ram Shrestha | Damen - Debora Timalsina |

### Neuseeland(NZL)
| Herren - Sam Hadley - Alec Jackson | Damen - Alice Robinson |

### Nordmazedonien(MKD)
| Herren - Jakov Dobreski - Danilo Ilev - Mirko Lazareski - Viktor Petkov | Frauen - Jana Atanasovska |

### Norwegen(NOR)
| Herren - Sebastian Foss Solevåg - Timon Haugan - Henrik Kristoffersen - Atle Lie McGrath - Fredrik Møller - Adrian Smiseth Sejersted - Rasmus Windingstad | Damen - Mina Fürst Holtmann - Kajsa Vickhoff Lie - Marte Monsen - Thea Louise Stjernesund - Madeleine Sylvester-Davik |

### Österreich(AUT)
| Herren - Stefan Babinsky - Stefan Brennsteiner - Stefan Eichberger - Manuel Feller - Lukas Feurstein - Patrick Feurstein - Fabio Gstrein - Raphael Haaser - Daniel Hemetsberger - Vincent Kriechmayr - Dominik Raschner - Marco Schwarz - Otmar Striedinger | Damen - Stephanie Brunner - Katharina Gallhuber - Ricarda Haaser - Katharina Huber - Cornelia Hütter - Katharina Liensberger - Mirjam Puchner - Ariane Rädler - Julia Scheib - Katharina Truppe - Stephanie Venier |

### Polen(POL)
| Herren - Piotr Habdas - Michał Jasiczek - Stanisław Sarzyński | Damen - Maryna Gąsienica-Daniel - Magdalena Łuczak |

### Portugal(POR)
| Herren - Ricardo Brancal - Corentin Gatignol - Manuel Ramos | Damen - Ariana Haben Ribeiro |

### Rumänien(ROU)
| Herren - Raul Danicu - Andrei Tudor Stănescu - Alexandru Ștefan Ștefănescu - Robert Zold | Damen - Bernadett Balogh-Lorinc - Maria Ioana Constantin - Ioana Corlățeanu |

### San Marino(SMR)
| Herren - Elia Carattoni - Matteo Giannini - Rafael Mini |

### Saudi-Arabien(KSA)
| Herren - Fayik Abdi | Frauen - Joud Farhoud |

### Schweden(SWE)
| Herren - Fabian Ax Swartz - William Hansson - Kristoffer Jakobsen - Felix Monsén - Gustav Wissting | Damen - Estelle Alphand - Hanna Aronsson Elfman - Sara Hector - Lisa Nyberg - Cornelia Öhlund - Anna Swenn-Larsson |

### Schweiz(SUI)
| Herren - Luca Aerni - Franjo von Allmen - Marco Kohler - Loïc Meillard - Alexis Monney - Justin Murisier - Tanguy Nef - Marco Odermatt - Marc Rochat - Stefan Rogentin - Lars Rösti - Thomas Tumler - Daniel Yule | Damen - Malorie Blanc - Eliane Christen - Delphine Darbellay - Lara Gut-Behrami - Wendy Holdener - Aline Höpli - Mélanie Meillard - Priska Ming-Nufer - Camille Rast - Corinne Suter |

### Serbien(SRB)
| Herren - Aleksa Lalić - Lazar Perišić - Aleksa Tomović - Dušan Vojnović |

### Singapur(SGP)
| Herren - Faiz Basha |

### Slowakei(SVK)
| Herren - Adam Nováček - Matej Prieložný - Adam Žampa - Andreas Žampa - Teo Žampa | Damen - Rebeka Jančová |

### Slowenien(SLO)
| Herren - Rok Ažnoh - Martin Čater - Anže Gartner - Žan Kranjec - Nejc Naraločnik - Miha Oserban | Damen - Ana Bucik Jogan - Neja Dvornik - Lila Lapanja - Taja Prešern - Andreja Slokar - Ilka Štuhec - Nika Tomšič |

### Spanien(ESP)
| Herren - Aleix Aubert Serracanta - Tomás Barata - Juan Del Campo - Adur Etxezarreta - Aingeru Garay Fernandez - Ander Mintegui - Albert Ortega - Joaquim Salarich |

### Südafrika(RSA)
|  | Frauen - Lara Markthaler |

### Südkorea(KOR)
| Herren - Hong Dong-kwan - Shin Jeong-woo |

### Tonga(TGA)
| Herren - Kasete-Naufahu Skeen |

### Tschechien(CZE)
| Herren - Patrik Forejtek - Jan Koula - Kryštof Krýzl - Marek Müller - Aldo Tomášek - Jan Zabystřan | Damen - Adriana Jelinkova - Tereza Koutná - Ester Ledecká - Barbora Nováková - Elese Sommerová |

### Türkei(TUR)
|  | Damen - Ceren Reyhan Yıldırım |

### Ukraine(UKR)
| Herren - Taras Filjak - Iwan Kowbasnjuk - Maksym Marijtschyn - Dmytro Schepjuk - Artem Soldatenko - Roman Zybelenko | Damen - Julija Makowezka - Anastassija Schepilenko - Kateryna Schepilenko |

### Ungarn(HUN)
| Herren - Márton Kékesi - Richard Leitgeb - Tamás Trunk - Bálint Ury | Damen - Szonja Hozmann - Dóra Körtvélyessy - Hanna Majtényi - Lili Polany - Zita Tóth |

### Usbekistan(UZB)
| Herren - Arman Gayupov - Nikita Gorkovskiy - Medet Nazarov - Rauan Raimqulov | Damen - Kseniya Grigoreva - Valeriya Kovaleva - Sabina Rejepova |

### Vereinigtes Königreich(GBR)
| Herren - Jack Irving - Calum Langmuir - Billy Major - Dave Ryding - Dominic Shackelton - Roy-Alexander Steudle - Laurie Taylor - Owen Vinter | Damen - Reece Bell - Abi Bruce - Molly Butler - Giselle Gorringe - Lois Jackson - Victoria Palla |

### Vereinigte Staaten(USA)
| Herren - Bryce Bennett - Ryan Cochran-Siegle - Bridger Gile - Jared Goldberg - Patrick Kenny - Sam Morse - Isaiah Nelson - River Radamus - Benjamin Ritchie - Jett Seymour - Luke Winters | Damen - Keely Cashman - Breezy Johnson - Katie Hensien - A J Hurt - Lauren Macuga - Paula Moltzan - Nina O’Brien - Mikaela Shiffrin - Lindsey Vonn - Jacqueline Wiles |

### Zypern(CYP)
| Männer - Giannos Kougioumtzian | Damen - Andrea Loizidou |